# Hohenschönhausen (district)

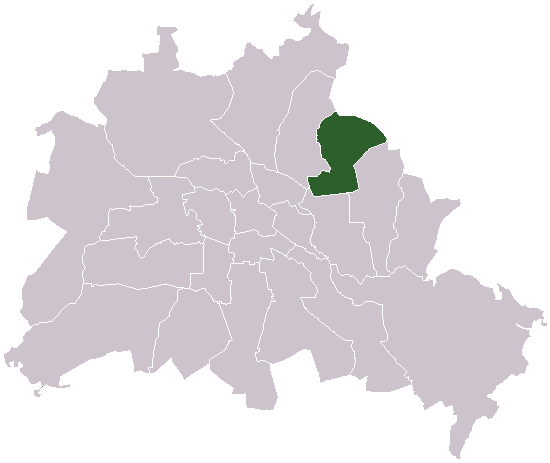
De locatie van het voormalige district Hohenschönhausen

Hohenschönhausen was van 1985 tot de samenvoeging met het district Lichtenberg in 2001 een zelfstandig Berlijns district (Bezirk). Onder dit toenmalige district viel een grondgebied dat tegenwoordig bekend is onder de namen Alt-Hohenschönhausen en Neu-Hohenschönhausen. Laatstgenoemde is een grootschalig nieuwbouwgebied.

## Ligging
Het district bevond zich in het noordoosten van Berlijn en grensde aan de voormalige districten Weißensee, Lichtenberg en Marzahn en aan Landkreis Barnim.

## Geschiedenis
Het dorp Hohenschönhausen bestond al sinds ongeveer 1230; de eerste schriftelijke vermeldingen stammen uit de circa 1352-1356. Het dorp grensde aan de omliggende dorpen Malchow, Wartenberg en Falkenberg en groeide in de 19e en 20e eeuw (door de gunstige ligging bij Berlijn) in een snel tempo.
In 1920 werd Hohenschönhausen door het Groß-Berlin-Gesetz een wijk van het 18e Berlijnse district Weißensee. Hohenschönhausen is de op twee na grootste wijk in het district met 5.300 inwoners.
Tot het einde van de jaren '70 kon Hohenschönhausen zijn dorpse karakter behouden, alhoewel de ontwikkelingen een tamelijk stedelijk stadsbeeld achterlieten. De dorpskern had echter nog steeds zijn oorspronkelijke structuur met hofjes en oude woningen.
De eerste flats ontstonden in de jaren 1972 tot 1975 tussen de Wartenberger en Falkenberger Straße. Tot 1978 ontstond de nieuwbouw langs de Landsberger Allee en vanaf 1984 in de omgeving van de dorpskern.
Terwijl de vele bouwprojecten in volle gang waren, stelde het Politbüro des ZK der SED in januari 1985 voor om van Hohenschönhausen een zelfstandig district te maken. Op 11 april van datzelfde jaar werd dit nieuwe district ook daadwerkelijk gevormd. Een aantal Berlijnse wijken werden bij dit nieuwe district gevoegd, waardoor het eind 1985 een inwoneraantal had van 67.045.
Naast de ongeveer 30.000 woningen ontstonden er ook vele winkels, restaurants, scholen, recreatievoorzieningen en openbaar vervoer-verbindingen met de binnenstad van Berlijn.
Na die Wende nam de bevolking nog tot 1994 toe; in dit jaar bereikte het bevolkingsaantal een hoogtepunt van 119.686 inwoners. In de jaren daarna trokken vele jonge gezinnen, die het district al sinds de eerste jaren van zijn oprichting bewoonden, weg.
In 2001 werd het onderdeel van het district Lichtenberg.